# Ýmir Örn Gíslason
Ýmir Örn Gíslason (Reykjavik, 1 de julio de 1997) es un jugador de balonmano islandés que juega de pívot en el Frisch Auf Göppingen de la Bundesliga. Es internacional con la selección de balonmano de Islandia.
Su primer gran campeonato con la selección fue el Campeonato Europeo de Balonmano Masculino de 2018.

## Palmarés

### Valur
- Liga de Islandia de balonmano (1): 2017
- Copa de Islandia de balonmano (1): 2017

### Rhein-Neckar Löwen
- Copa de Alemania de balonmano (1): 2023

## Clubes
| Club                 | País     | Año         |
| -------------------- | -------- | ----------- |
| Valur Handball       | Islandia | 2016 - 2020 |
| Rhein-Neckar Löwen   | Alemania | 2020 - 2024 |
| Frisch Auf Göppingen | Alemania | 2024 - Act. |